# Wickel

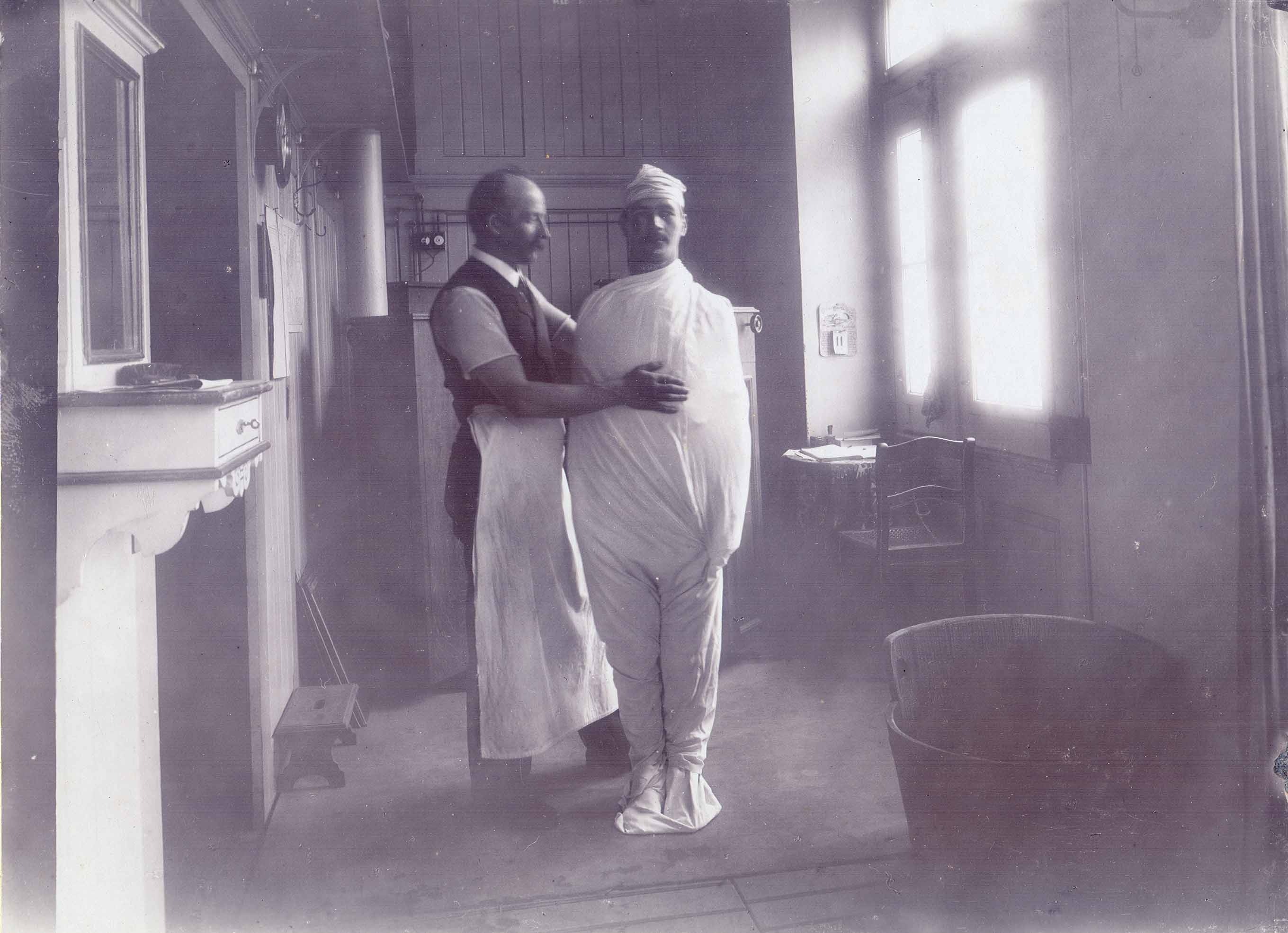
Ganzkörperwickel von Maximilian Bircher-Benner um 1910. Hydrotherapeutische Anwendung im Sanatorium „Lebendige Kraft“

Ein Wickel beschreibt ein oder mehrere zirkulär um den Körper (Ganzkörperwickel) oder einen Körperteil (Teilwickel) angelegte Tücher, die mit einer temperierten Flüssigkeit befeuchtet oder mit einer Substanz bestrichen sind. Zu den Wickeln werden in der Regel auch Auflagen, Kompressen oder Umschläge aus Tüchern gezählt, die auf der Haut angebracht werden. Im Bereich professioneller Pflege zählen Wickel und Auflagen zu den alternativpflegerischen Methoden, eine gesonderte Fortbildung zum Fachmann/frau für Wickelanwendungen ist in Deutschland und der Schweiz möglich. Wickel werden jedoch auch in der nichtberuflichen Pflege als Hausmittel eingesetzt. Ein bekanntes Beispiel hierfür ist der Wadenwickel. Im Unterschied zu Verbänden und Heilpflastern werden Wickel nur kurzzeitig angelegt und sie werden vor allem zur Applikation von Wirkstoffen oder zum Erreichen physikalischer Wirkungen eingesetzt.

## Aufbau und Unterscheidung
Wickel sind aus mehreren Lagen zusammengesetzt. Dabei wird das am Körper anliegende Innentuch aus mehreren Stofflagen gebildet und um den Körper beziehungsweise den Körperteil gewickelt. Danach folgt eine Umwicklung des Innentuchs mit einem trockenen und substanzfreien Aussentuch. Bei Auflagen ist das Innentuch auf einen bestimmten Körperteil, beispielsweise die Brust, begrenzt. Das Innentuch wird in der Regel ebenfalls mit einem Außentuch befestigt, das um den betreffenden Körperteil gewickelt wird. Wickel und Auflagen lassen sich zudem noch in der Größe der Fläche oder ihrer Anwendung unterscheiden. So werden Wickel, bei denen mindestens die Hälfte des Körpers von mehreren Tuchschichten eingewickelt ist, als Packung und Brei- oder Pastenumschläge als Kataplasmen bezeichnet. Der Begriff Peloid beschreibt Pastenumschläge aus Moor-, Heil- oder Lehmerde, beispielsweise Fangopackungen. Kaltwasserwickel werden auch als Prießnitzwickel oder Prießnitzumschläge beschrieben, während Kneippwickel sowohl kalt, warm oder mit Substanzen angelegt werden können, aber einem bestimmten Aufbau mit drei Tüchern aus Leinen, Flanell und Wolle folgen.

## Zweck und Einsatzgebiete
Wickel und Auflagen können aus verschiedenen Gründen eingesetzt werden. Warme und kalte Wickel dienen beispielsweise in der physikalischen Therapie dazu, einen Reiz zu setzen, um die Durchblutung der Haut anzuregen und dadurch das Stoffwechselgeschehen an der betroffenen Stelle zu beeinflussen. Einige Wickel sollen über einen peripheren Reiz an anderer Stelle Spannungen ableiten, beispielsweise werden Fußsohlenauflagen bei Kopfschmerzen eingesetzt. Mit Substanzen wie Lehm, Tonerde, Heilkräuter oder Öle bestrichene Wickel und Auflagen sollen je nach spezifischer Wirkung der Substanz entsprechende Wirkstoffe über die Haut in den Körper einbringen. Neben diesen Wirkungsweise haben Wickel allgemein einen psychogenen Effekt; der Betroffene erhält Aufmerksamkeit, fühlt sich geborgen und kommt zur Ruhe.

## Arten

### Feucht-heiße Wickel
Feucht-heiße Wickel bewirken durch intensive Wärmeeinwirkung eine lokale Gefäßerweiterung und Durchblutungssteigerung und werden vorrangig zur Entkrampfung und Entspannung eingesetzt. Sie werden bei chronisch-entzündlichen Prozessen, Muskelverspannungen und bei schmerzbedingtem Kälteempfinden zur Steigerung des Wohlbefindens eingesetzt. Kontraindiziert ist die Anwendung vor allem bei akuten Entzündungen und Traumen, Durchblutungsstörungen, Krampfadern und bei Patienten, die subjektiv eine Kühlung als schmerzlindernd empfinden. Feucht-heiße Wickel können bei nicht fachgerechter Anwendung zu Verbrühungen und Kreislaufproblemen führen; die Anwendung bei Menschen, deren Artikulations- oder Reaktionsvermögen eingeschränkt ist wie Kleinkindern, Hochbetagten oder Bewusstlosen, bedarf deshalb besonderer Vorsichtsmaßnahmen. Feucht-heiße Wickel werden als Gelenkwickel, Dampfkompresse, Brust-, Bauch- und Nierenauflage angewandt. Kartoffelauflagen, Heublumensäckchen und Leinsamenkompressen werden ebenfalls feucht-heiß aufgebracht.

### Temperierte Wickel
Die maximal körperwarm temperierten Wickel dienen in der Regel dazu, einen Wirkstoff in die Haut einzubringen, für eine milde Durchwärmung zu sorgen und wirken entspannend. Ätherische Öle können zugesetzt werden um das Wohlbefinden des Patienten zu steigern. Die Wickel und Auflagen werden je nach Indikation mit Substanzen bestrichen. Kontraindikationen beziehen sich hierbei vor allem auf die eingesetzten Substanzen, neben Allergien und Unverträglichkeiten können die Wirkstoffe eine medizinische oder homöopathische Therapie negativ beeinflussen. Zu den temperierten Wickeln gehören beispielsweise Ohrenwickel mit Zwiebeln, Lavendelbrustwickel, Blasenkompressen mit Eukalyptusöl, Kamillenkompressen und Salbenauflagen mit Ringelblumen-, Arnika-, Engelwurz- oder Kupfersalbe. Niedrig temperierte Wickel können auch ohne Wirkstoffe eingesetzt werden, beispielsweise bei sehr hohem Fieber vor Anbringung eines kalten Wickels, um den Patienten auf die Kälteeinwirkung vorzubereiten.

### Bienenwachswickel
Der Bienenwachswickel wird traditionell bei Husten und Erkältungen angewendet. Er soll reizlindernd und schleimlösend auf sanfte, natürliche Weise wirken. Er besteht aus einer Bienenwachsplatte und wird, sanft erwärmt, direkt auf die Haut aufgelegt. Zum Fixieren des Bienenwachswickels eignet sich ein eng anliegendes Unterhemd, ein Bienenwachswickel-Wärmekissen oder ein Bauch- und Brustwickel-Außentuch.

### Anwendungen mit hautreizenden Substanzen
Auflagen mit hautreizenden Substanzen bewirken durch Reizung der Haut eine reaktive Hyperämie, die Haut wird durch die Substanz gereizt, die Blutgefäße werden als Reaktion darauf weitgestellt und es findet eine deutlich stärkere Durchblutung des Gewebes statt. Eingesetzt werden diese Auflagen zur Linderung chronischer Erkrankungen wie Asthma oder bei Entzündungen im Bereich der Niere, Blase, Lunge, Stirn- und Kieferhöhle. Diese Art von Wickeln kann zu Hautschädigungen führen und belasten zum Teil sehr stark den Kreislauf. Sie sollten nur von fachkundigen Personen und nach ärztlicher Abklärung möglicher Risiken angewandt werden. Die Anwendungen werden häufig als unangenehm empfunden. Eingesetzte Substanzen sind Ingwer, Senfkörner und Meerrettich in Form von Kompressen oder kleineren Auflagen.

### Kalte Wickel
Kalte und kühlende Wickel werden angebracht, um durch eine Vasokonstriktion eine Blutung zu reduzieren und eine Abschwellung zu erreichen, einen Reiz zu setzen, Wärme bei entzündlichen Vorgängen abzuleiten und die Schmerzempfindung herabzusetzen. Um den kühlenden Effekt zu verstärken, können Substanzen zugefügt werden, die Wärme besser ableiten oder schneller verdunsten als Wasser und so den kühlenden Verdunstungseffekt verstärken. Eingesetzt werden kalte Wickel bei Schmerzen durch entzündliche Vorgänge, bei Schwellungen nach akuten Traumen, zur Fiebersenkung, bei Verbrennungen und zur Blutstillung. Kühlende Wickel sind bei erschöpften und hochbetagten Menschen kontraindiziert, ebenso bei Patienten mit Empfindungs- und Durchblutungsstörungen sowie gelähmten Körperteilen. Unterschieden werden können dabei intensiv kältefördernde Wickel wie tiefgekühlte Salzwasserkompressen, Eis- oder Gelbeutel und mild kältefördernde Wickel. Letztere sind beispielsweise Essigsocken, Waden-, Alkohol-, Zitronen- und Quarkwickel.